# Apeadeiro de Ortiga
O Apeadeiro de Ortiga foi uma gare da Linha de Sines, que servia a parte ocidental do concelho de Santiago do Cacém, em Portugal.

## Descrição

### Localização e acessos
Esta interface situava-se na povoação de Relvas Verdes, perto de Dompel e da epónima Ortiga.

### Caraterização física
O edifício de passageiros situava-se do lado norte da via (lado direito do sentido ascendente, para Sines).

## História
Esta interface fazia parte do lanço entre Santiago do Cacém e Sines, que entrou ao serviço em 14 de Setembro de 1936.
Em 2 de Janeiro de 1990, foram encerrados os serviços de passageiros na Linha de Sines.